# Itum-Kali
Itum-Kali, též Itum-Kale nebo Iton-Kala ( čečensky Итон-Кхаьлла, rusky Итум-Кали) je správní středisko stejnojmenného okresu na jihu Čečenské autonomní republiky Ruské federace.

## Geografie
Středisková obec Itum-Kali leží na řece Argun 20 kilometrů jižně od centra sousedního okresu Šatoj a ve vzdálenosti 78 kilometrů od hlavního města Čečenska Grozného.

## Historie

### Pověst o vzniku Itum-Kali
Obec v soutěsce řeky Argun podle pověsti založil Iton, klanový náčelník tejpu Čantij (čečensky ЧIаьнтий). Starobylá legenda vypráví, že hrdina Iton, který putoval tímto krajem, si chtěl odpočinout u cesty a usnul. Když se probudil, tak zjistil, že na jeho meči se mezi tím uhnízdila vlaštovka a pavouk spředl stříbrnou pavučinu. Usoudil proto, že to je dobré místo k životu, usadil se tam a postavil zde svou pevnost. Pět Itonových vnuků, potomků jeho syna Žely, pak osídlilo soutěsky řeky Tazbiči. Za oficiální datum vzniku sídla Itum-Kali je považován rok 1131.

### Sovětské období
Od roku 1923 bylo Itum-Kali správním centrem stejnojmenného okresu. V období před 2. světovou válkou v tomto okrese kromě tradičního zemědělství existovaly i menší průmyslové podniky. Například v roce 1933 je na území Itum-Kalijského okresu zmiňována existence malé vodní elektrárny na řece Argun, dále cihelny a sýrárny.
V únoru roku 1944 byli obyvatelé Itum-Kali spolu se všemi příslušníky čečenského a ingušského lidu deportováni do středoasijských republik Sovětského svazu. Okres Itum-Kali se stal součástí Gruzínské sovětské socialistické republiky a jeho někdejší správní centrum bylo přejmenováno na Achalchevi. Teprve až roku 1957, kdy byl zmíněný okres opět přičleněn k Čečensku, byl obci Itum-Kali vrácen její původní název.
V roce 1967 bylo v Itum-Kali zřízeno Argunské historicko-archeologické muzeum.

### Války po roce 1990
Během první a druhé čečenské války byl okres Itum-Kali zničen na 93,5% a úplně byla zlikvidována místní infrastruktura. Obec Itum-Kali byla obsazena federálními vojsky v roce 2000.

### Stav v roce 2014
K 1. lednu 2015 měla středisková obec Itum-Kali 1227 obyvatel, což představuje méně než polovinu stavu z roku 2002. Přesto byl letech, předcházejících poslednímu sčítání, zaznamenán určitý mírný nárůst. Obyvatelé vyznávají sunnitský směr islámu. Pokud jde o občanskou vybavenost, v Itum-Kali byly v roce 2014 základní a mateřská škola, pošta, Dům kultury, mešita a malá nemocnice s 15 lůžky, dále sídlo správy okresu a úřady práce a sociálního zabezpečení. Pokračovalo budování místních komunikací a také turistických stezek.

## Památky
Při jižním okraji obce Itum-Kali se nachází řada středověkých památek - rodové věže a pohřebiště, včetně mohyl a hrobek. Na východním okraji obce se dochovala mohyla z nejstaršího pohanského období, zvaná Пхьакочура кешнаш. Na seznamu kulturního dědictví národů Ruské federace jsou v Itum-Kali pod čísly 2010007001- 2010007003 evidovány obranná věž, tři obytné věže a mešita. Doba vzniku těchto staveb je charakterizována jako "středověká" bez bližšího časového určení. Na seznam kulturních a historických památek Ruské sovětské federativní socialistické republiky byly tyto objekty zapsány 4. prosince 1974.